# القنان (أسوان)
قرية القنان هي إحدى القرى التابعة لمركز إدفو في محافظة أسوان في جمهورية مصر العربية.